# Esteve Sala i Illa
Esteve Sala i Illa fou un músic afeccionat olotí del segle xix.

## Obra
Es conserven tres obres seves al fons musical SEO (Fons de l'església parroquial de Sant Esteve d'Olot), datades a mitjan segle xix.
- Himne per a 3 veus i orgue.
- Rosari amb instruments
- Letra per a 3 veus i harmònum.